# Championnat d'Angleterre de football 1948-1949
Navigation
Édition précédente Édition suivante
La 50e saison du Championnat d'Angleterre de football est remporté par Portsmouth Football Club. C'est son premier titre de champion.
Manchester United est deuxième pour la troisième fois consécutive, Derby County complète le podium.
Le système de promotion/relégation reste en place : descente et montée automatique, sans matchs de barrage pour les deux derniers de première division et les deux premiers de deuxième division. Preston North End et Sheffield United descendent en deuxième division. Ils sont remplacés pour la saison 1949-1950 par Fulham FC et West Bromwich Albion.
Le meilleur buteur de cette saison est l'attaquant écossais de Bolton Wanderers, Willie Moir, avec 25 réalisations.

## Classement
Le classement est établi sur le barème de points classique (victoire à 2 points, match nul à 1, défaite à 0).
| Rang | Équipe                  | Pts | J  | G  | N  | P  | Bp | Bc | Diff |
| ---- | ----------------------- | --- | -- | -- | -- | -- | -- | -- | ---- |
| 1    | Portsmouth FC           | 58  | 42 | 25 | 8  | 9  | 84 | 42 | +42  |
| 2    | Manchester United       | 53  | 42 | 21 | 11 | 10 | 77 | 44 | +33  |
| 3    | Derby County            | 53  | 42 | 22 | 9  | 11 | 74 | 55 | +19  |
| 4    | Newcastle United P      | 52  | 42 | 20 | 12 | 10 | 70 | 56 | +14  |
| 5    | Arsenal FC T            | 49  | 42 | 18 | 13 | 11 | 74 | 44 | +30  |
| 6    | Wolverhampton Wanderers | 46  | 42 | 17 | 12 | 13 | 79 | 66 | +13  |
| 7    | Manchester City         | 45  | 42 | 15 | 15 | 12 | 47 | 51 | -4   |
| 8    | Sunderland              | 43  | 42 | 13 | 17 | 12 | 49 | 58 | -9   |
| 9    | Charlton Athletic       | 42  | 42 | 15 | 12 | 15 | 63 | 67 | -4   |
| 10   | Aston Villa             | 42  | 42 | 16 | 10 | 16 | 60 | 76 | -16  |
| 11   | Stoke City              | 41  | 42 | 16 | 9  | 17 | 66 | 68 | -2   |
| 12   | Liverpool               | 40  | 42 | 13 | 14 | 15 | 53 | 43 | +10  |
| 13   | Chelsea                 | 38  | 42 | 12 | 14 | 16 | 69 | 68 | +1   |
| 14   | Bolton Wanderers        | 38  | 42 | 14 | 10 | 18 | 59 | 68 | -9   |
| 15   | Burnley FC              | 38  | 42 | 12 | 14 | 16 | 43 | 53 | -10  |
| 16   | Blackpool FC            | 38  | 42 | 11 | 16 | 15 | 54 | 67 | -13  |
| 17   | Birmingham City P       | 37  | 42 | 11 | 15 | 16 | 36 | 38 | -2   |
| 18   | Everton FC              | 37  | 42 | 13 | 11 | 18 | 41 | 63 | -22  |
| 19   | Middlesbrough FC        | 34  | 42 | 11 | 12 | 19 | 46 | 57 | -11  |
| 20   | Huddersfield Town       | 34  | 42 | 12 | 10 | 20 | 40 | 69 | -29  |
| 21   | Preston North End       | 33  | 42 | 11 | 11 | 20 | 62 | 75 | -13  |
| 22   | Sheffield United        | 33  | 42 | 11 | 11 | 20 | 57 | 78 | -21  |

|  | Champion d'Angleterre |
|  | Relégation            |

## Bilan de la saison
| Tableau d'Honneur                    |                         |
| Compétition                          | Vainqueur               |
| Championnat d'Angleterre de football | Portsmouth FC           |
| Coupe d'Angleterre de football       | Wolverhampton Wanderers |
| Charity Shield                       | Arsenal FC              |

| Promotions et relégations |                                    |
| Promus                    | Fulham FC West Bromwich Albion     |
| Relégués                  | Preston North End Sheffield United |

## Statistiques

### Meilleur buteur
- Willie Moir, Bolton Wanderers, 33 buts[3]